# Dominic Pressley
Dominic Ivan Pressley (nacido el 30 de mayo de 1964 en Washington D. C.) es un exjugador de baloncesto estadounidense que disputó una temporada en la NBA, en dos equipos diferentes, desarrollando el resto de su carrera en la CBA. Con 1,88 metros de estatura, jugaba en la posición de base.

## Trayectoria deportiva

### Universidad
Jugó durante cuatro temporadas con los Eagles del Boston College, con los que promedió 8,1 puntos y 2,7 rebotes por partido. durante su estancia en el equipo accedieron en dos ocasiones al Torneo de la NCAA, en 1983 y 1985, y una más al NIT, en 1984. Fue titular en 109 de los 119 partidos que disputó.

### Profesional
Fue elegido en la nonagésimo novena posición del Draft de la NBA de 1986 por Seattle SuperSonics, quienes descartaron su fichaje, firmando dos años después por los Washington Bullets, con los que únicamente disputó diez partidos, en los que promedió 2,1 puntos y 2,2 asistencias por partido.
Tras ser despedido, en el mes de abril firmó por diez días con los Chicago Bulls, jugando 3 partidos en los que consiguió 2 puntos en total.

## Estadísticas de su carrera en la NBA

### Temporada regular
| Temporada | Edad | Equipo             | Liga | Pos. | P  | TIT | MIN  | TC  | TCA | %TC  | 3P  | 3PA | %3P  | TL  | TLA | %TL  | R.OF. | R.DEF. | REB | ASIS | ROB | TAP | PER | FP  | PTS |
| 1988-89   | 24   | TOTAL              | NBA  | PG   | 13 | 0   | 9.5  | 0.7 | 2.4 | .290 | 0.0 | 0.2 | .000 | 0.4 | 0.7 | .556 | 0.2   | 0.9    | 1.2 | 2.0  | 0.3 | 0.0 | 0.8 | 0.8 | 1.8 |
| 1988-89   | 24   | Washington Bullets | NBA  | PG   | 10 | 0   | 10.7 | 0.8 | 2.5 | .320 | 0.0 | 0.0 |      | 0.5 | 0.9 | .556 | 0.3   | 1.1    | 1.4 | 2.2  | 0.4 | 0.0 | 1.1 | 0.9 | 2.1 |
| 1988-89   | 24   | Chicago Bulls      | NBA  | PG   | 3  | 0   | 5.7  | 0.3 | 2.0 | .167 | 0.0 | 0.7 | .000 | 0.0 | 0.0 |      | 0.0   | 0.3    | 0.3 | 1.3  | 0.0 | 0.0 | 0.0 | 0.7 | 0.7 |
| Total     |      |                    | NBA  |      | 13 | 0   | 9.5  | 0.7 | 2.4 | .290 | 0.0 | 0.2 | .000 | 0.4 | 0.7 | .556 | 0.2   | 0.9    | 1.2 | 2.0  | 0.3 | 0.0 | 0.8 | 0.8 | 1.8 |